# José María Márquez Jurado “Gopala”
José María Márquez Jurado, conocido como “Gopala” (Madrid, 1958) es un jurista, profesor de yoga y poeta español. Es Letrado del Tribunal de Cuentas y ha sido gerente del Consejo General del Poder Judicial (1994-2023). Su trayectoria vital le ha llevado a lugares destacados, tanto de la función pública, española y europea, como del Yoga Sivananda Vedanta. Cuenta con varios poemarios musicados y dos libros de poesía publicado. 

## Desarrollo profesional
Licenciado en Derecho por la Universidad Autónoma de Madrid, tras diversos postgrados en ICADE y en el Instituto Nacional de Administración Pública, obtuvo por oposición  su ingreso en el cuerpo de Letrados del Tribunal de Cuentas y en el Tribunal de Cuentas de la Unión Europea en Luxemburgo, donde ejerció de Administrador principal hasta 1994.  Desde esa fecha y hasta su jubilación en octubre de 2023 ha sido gerente del Consejo General del Poder Judicial, siendo el responsable de la administración económico-financiera, contractual, patrimonial y de recursos humanos. Ha realizado diversas misiones a países de Europa del Este (Moldavia, Letonia, Lituania y Ucrania), como experto del Consejo de Europa y como asesor del Consejo General del Poder Judicial en colaboración con la Agencia Española de Cooperación Internacional para el Desarrollo.
Como profesor ha divulgado el yoga en el sector de la magistratura, de la fiscalía y del Tribunal Constitucional, impartiendo un programa de control del estrés a través del yoga por el que han pasado más de dos mil quinientos jueces, magistrados y fiscales españoles y de América Latina. En 2020 recibió del Ministerio de Justicia la Cruz de San Raimundo de Peñafort en reconocimiento a esta labor. También ha recibido del Ministerio del Interior la Medalla con distintivo blanco del mérito de la Policía.

## “Gopala” en Yoga Sivananda
Conocido en el ámbito del Yoga Sivananda como “Gopala”,  comenzó su práctica a los 16 años. Es discípulo directo de Swami Vishnudevananda desde 1975. Desde entonces ha sido profesor de yoga, impartiendo cursos de yoga y meditación en España y en Francia, Luxemburgo, Reino Unido e India, entre otros, y también en los cursos internacionales de formación de profesores de Yoga Sivananda. Es miembro de la Fundación Ananta que difunde en el mundo de la empresa y en otros ámbitos, valores relacionados con el crecimiento interior.
Ha participado en la organización de congresos y encuentros internacionales de Yoga, como “Festival de mantras” y “Contigo somos más Paz” de la Fundación Ananta.
Es colaborador asiduo en medios del sector, como las revistas Yoga en Red, Yoga Journal, Psicología Práctica, Espacio Humano, Red alternativa, Universo Holístico y Verdemente, entre otras. También ha participado en la difusión del yoga en radio y televisión, con entrevistas y programas monográficos en Antena3, Telemadrid, RNE, Cadena SER y diversos canales más.

## Poeta
Enamorado de los poetas místicos como Rumi y Kabir, Gopala es autor de una trilogía de poemas musicados. Los dos primeros “No para mi alma de reír” y “Despacio” son poemas originales del autor español, mientras que el tercero, “Contemplar la luna”,  es una recreación de diversos poemas de Rumi con distintas texturas musicales. El trabajo se ha grabado con la colaboración del músico americano David González, compositor y arreglista, y la narración poética de Gopala. 
Ha realizado numerosas audiciones públicas de sus poemas: Alianza para la nueva Humanidad con Deepak Chopra y David González, Foro espiritual de Estella, Contigo somos + paz, con la Fundación Ananta, Barcelona Yoga Conference, Congreso Ciencia y meditación en Gran Canaria, Congreso de Yoga de la Costa del Sol, Congreso de Yoga del Mediterráneo, Satsanga, acompañado de músicos como Luis Paniagua, Lorenzo Solano, Arturo Soriano, Ravi Ramoneda, Carlos Guerra, Flaco Barral, Javier Paixariños, Om Namah, Miguel Villaescusa, Andreas Olaegui, Tokuko Naramura, Nantha Kumar, Claudia Leyva, Oneness Sound, y Alberto Gallo entre otros.
En 2017 publicó en Séneca su primer libro de poemas “La noche lo merece”, prologado por Emilio Carrillo.En 2023 ha publicado su segundo poemario “Tránsito, poemas para la muerte”, prologado por Rafael Álvarez el Brujo.
Desde  2020 dirige un grupo de traductores que tiene como objetivo traer al español la obra del sabio indio Swami Sivananda.